# Hvalen
Die Hvalen war ein 1930 gebautes Torpedoboot der dänischen Marine. Auf deutschen Druck musste Dänemark das Boot 1941 an die Kriegsmarine abliefern, die es als Torpedofangboot TFA 5 einsetzte. Am 18. Juni 1945 wurde es bei einer Explosion schwer beschädigt und 1950 abgewrackt.

## Bau und technische Daten
Als Ersatz für die alten und verbrauchten Torpedoboote der Söridderen-Klasse (auch in der Schreibweise Søridderen-Klasse, Boote: Söulven, Flyvefisken, Söridderen) und der Tumleren-Klasse (Boote Spaekhuggeren, Vindhunden, Tumleren) von 1911 suchte die dänische Marine Mitte der 1920er Jahre nach Ersatz. Sie entschied sich für eine verbesserte Version der Söridderen-Klasse, der Dragen-Klasse, für die das Folketing 1929 Mittel für zunächst drei Schiffe bewilligte. Dazu kamen 1933–35 drei weitere Boote der modifizierten Glenten-Klasse. Die Kiellegung des zweiten Bootes erfolgte 1930 auf der Orlogsværftet in Kopenhagen unter der Baunummer 149, beim Stapellauf am 13. Juni 1930 erhielt das Schiff den Namen Hvalen („Wal“). Die Marine stellte das Schiff am 18. Juli 1931 in Dienst.
Das Boot war 59,6 m lang, 5,95 m breit und hatte 2,23 m Tiefgang. Die Wasserverdrängung betrug 284–288 t standard bzw. 335 t maximal. Die Maschinenanlage bestand aus zwei Brown-Boveri-Turbinen mit 6000 PSi, die über zwei Schrauben eine Marschgeschwindigkeit von 21 kn und eine Höchstgeschwindigkeit von 27,5 kn ermöglichte. Die Besatzung sollte ursprünglich aus 46 Mann bestehen, betrug durch zusätzliche Ausrüstung dann 51 Mann. Das Boot war mit zwei Bofors-7,5-cm-Geschützen L/40, zwei Madsen-2,0-cm-Flak, zwei Madsen-8-mm-Maschinengewehren und acht 45,6-cm-Torpedorohren (zwei fest im Bug installiert, zwei mal drei mittschiffs an Deck) bewaffnet. Zusätzlich waren auf dem Boot Minenschienen für 30 bis 40 Minen installiert.

## Geschichte

### Dänische Marine
Bei der Indienststellung am 18. Juli 1931 erhielt das Schiff zusätzlich die taktische Kennung T2. Wie die Schwesterschiffe Dragen T1 und Laxen T3 führte die Hvalen in den 1930er Jahren Routineaufgaben durch. Neben der Ausbildung der Besatzung nahm das Boot an Übungen sowie Manövern teil und führte Patrouillenfahrten durch. Zu Beginn des Zweiten Weltkrieges befand sich die Hvalen in Aarhus und wurde im Herbst mit dem Geschwader nach Frederikshavn verlegt. Hauptaufgaben der Boote waren nun Patrouillen und die Beseitigung treibender Minen. Im strengen Winter 1939/40 waren die Aktivitäten eingeschränkt und die meisten Besatzungen der Marine beurlaubt. Im Frühjahr nahm auch die Hvalen die Tätigkeit wieder auf und führte sie bis zum Beginn des deutschen Überfalls am 9. April 1940 (Unternehmen Weserübung) weiter.
Nach der deutschen Besetzung Dänemarks behielt das Land seine Streitkräfte in reduziertem Umfang von zunächst 5300, dann 2200 Soldaten. Als modernste Einheiten der dänischen Marine wurden die Boote der Dragen- und der Glenten-Klasse – damit auch die Hvalen – im Marinearsenal Holmen aufgelegt, die Waffen entfernt und die Besatzungen demobilisiert.
Im Januar 1941 forderte das Deutsche Reich von Dänemark die sechs Torpedoboote der Dragen- und der Glenten-Klasse, da die Kriegsmarine dringenden Bedarf an Torpedofangbooten hatte und auch im Ausland Boote für die Ausbildung von U-Boot-Besatzungen suchte. Eine Ablehnung wollte das Deutsche Reich nicht akzeptieren und übte massiven politischen Druck aus, um die Übergabe zu erreichen. Schließlich musste die dänische Regierung nachgeben, im Gegenzug wurde Dänemark die Bereitstellung von Stahl und weiteren Materialien für Neubauten zugesagt. Die Übergabe an die Kriegsmarine erfolgte am 5. Februar 1941, als Zeichen seines Protestes ließ König Christian X. den Danebrog auf Schloss Amalienborg auf halbmast setzen.

### Kriegsmarine
Aufgrund des Eiswinters konnten die Boote erst im Frühjahr nach Deutschland gebracht werden. Am 1. April 1941 wurden die unbewaffneten Boote der Dragen-Klasse nach Lübeck geschleppt und bei den Flender-Werken umgebaut. Unter anderem wurde die Brücke für den ganzjährigen Einsatz geschlossen, der Rumpf entmagnetisiert und als Bewaffnung eine 2,0-cm-Flak C/30 installiert. Am 20. August 1941 erhielt es die Namenskennung „Torpedofangboot Ausland“ TFA 5, am 3. Juli 1942 stellte die Kriegsmarine das Boot in Dienst. Alle sechs Boote wurden der 26. U-Flottille in Pillau und Gotenhafen zugeordnet. Für eine schnelle Identifizierung erhielten sie geometrische Symbole an den Brückenaufbauten.
Wenige Wochen nach Kriegsende befand sich TFA 5 zusammen mit den Schwesterschiffen TFA 1, TFA 2 und TFA 6 in Flensburg und wurde am 18. Juni 1945 bei der Explosion eines Munitionslagers ebenso schwer beschädigt wie die drei Schwesterschiffe und das U-Boot-Begleitschiff Donau. 1950 wurde das Wrack von TFA 5 in Odense abgewrackt.